# ヴァシリー・シャランゴヴィチ
ヴァシリー・フォミチ（ファミチ）・シャランゴヴィチ（ロシア語: Василий Фомич Шарангович、ベラルーシ語: Васіль Фаміч Шаранговіч、1897年3月4日 - 1938年3月15日）は、ベラルーシ人のボリシェヴィキ。

## 生涯
1897年3月4日に、ロシア帝国ヴィリナ県コチャヌィの農家に生まれたベラルーシ人。1910年からモロデチュノで鉄道技師として働き、1917年12月からボリシェヴィキの党員となった。1918年から翌1919年12月まで赤軍に所属し、その後は党中央委員会の指令によってミンスク県で地下活動に従事していた。ポーランドの防諜機関によって1920年5月に逮捕され死刑判決を受けたが、重労働20年に減刑され、さらに翌1921年11月には捕虜交換によって釈放された。
同年から翌1922年まで白ロシア社会主義ソビエト共和国法務副人民委員、1922年から1923年まで同国検察官、1923年から1926年まで白ロシア共和国労組会議組織部部長および責任書記、1926年から1930年まではロシア共和国シベリア地方労組同盟議長を務めた。1925年12月から1927年1月までは白ロシア共産党中央委員、1930年8月までは連邦共産党イルクーツク管区 (ru) 委責任書記でもあった。同年10月15日から1934年8月3日までは白ロシア共産党中央委第二書記および中央委局員でもあった。この頃にシャランゴヴィチはポーランド・ソビエト戦争中のパルチザン活動を賞して赤旗勲章を授与されているが、これは国民からの人気が低かった当時の中央委第一書記ニコライ・ギカロが、国民から支持のあったシャランゴヴィチに取り入るために与えた、事実に基づかないものである。その後、1934年から1936年まではカザフ自治共和国で、同年から翌1937年3月まではウクライナ共和国ハリコフ州で、連邦共産党中央委附属の党統制委メンバーとして活動した。同年には白ロシア共産党ミンスク市委第一書記でもあった。
1937年3月18日から7月29日まで白ロシア共産党中央委第一書記および再度の中央委局員を務め、この4か月の任期のうちに白ロシア国内において3千人の処刑と9千人の追放を断行している。同年6月の白ロシア共産党第16回大会の席上でシャランゴヴィチは、「我々は日本、ドイツ、ポーランドのスパイ・工作員の残党、トロツキー＝ブハーリン一味や民族主義者の残党を根絶やしにしなければならない。どこに隠れていようが、奴らを粉になるまで叩き潰し、挽き潰さなければならない」との言葉を残している。しかし、直後の7月17日に右翼トロツキスト陰謀事件に連座して逮捕され、裁判の結果、自身が1921年からポーランドのスパイとして反ソ活動に加担してきたことを「認めた」。そして翌1938年3月13日に連邦最高裁軍事参議会によって死刑を宣告され、同月15日に銃殺された。
その後、シャランゴヴィチは1957年12月に名誉回復、翌1958年に党籍回復がなされた。